# Muscle élévateur de la scapula

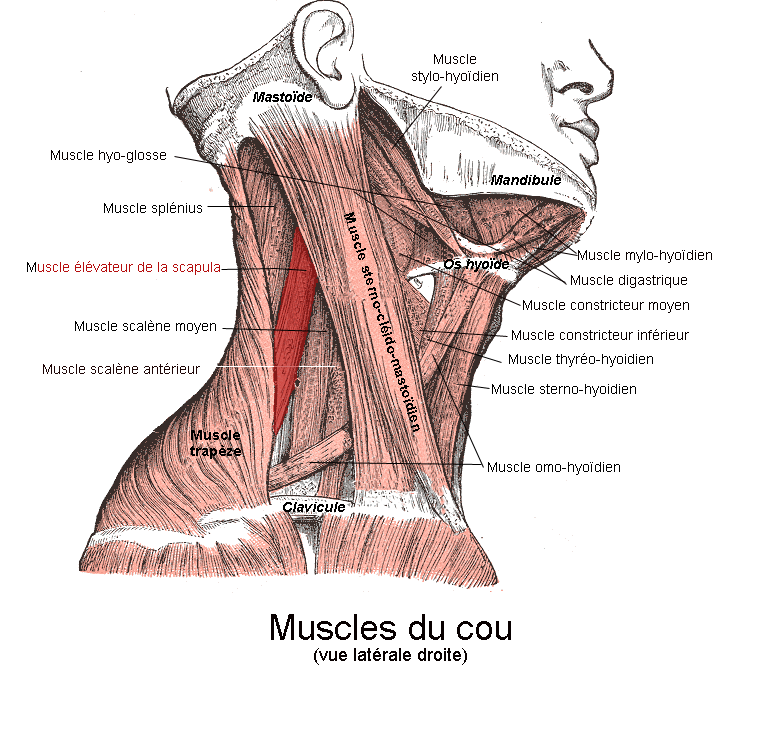
Muscle élévateur de la scapula.

Le muscle élévateur de la scapula (ou muscle angulaire de l'omoplate ou muscle grand dentelé du cou), est un muscle de l'épaule et du plan profond  du groupe musculaire dorsal. Il relie la scapula (omoplate) à la partie apicale postérieure du rachis.

## Description
Le muscle élévateur de la scapula est un muscle hypaxial du dos.
C'est un muscle allongé et aplati situé en dehors des muscles splénius de la tête et du cou et en arrière des muscles scalènes.

## Origine
Le muscle élévateur de la scapula nait par trois ou quatre tendons qui se transforment rapidement en faisceaux musculaires. Ils se fixent sur le processus transverse de l'atlas et les tubercules postérieurs des processus transverses des deuxième (axis), troisième et quatrième vertèbres cervicales.

## Trajet
Le muscle élévateur de la scapula descend globalement obliquement en dehors. Les fibres suivent une trajectoire spiralée avec les fibres apicales qui descendent presque verticales en dedans, les caudales étant plus horizontales.

## Insertion
Le muscle élévateur de la scapula se termine par un court tendon sur l'angle supéro-medial de la scapula et sur la partie sus-épineuse de son bord médial.

## Innervation
Le muscle élévateur de la scapula est innervé par le nerf scapulaire dorsal et par les racines rachidiennes cervicales C4 et C5.

## Vascularisation
Le muscle élévateur de la scapula est vascularisé par une branche de l'artère dorsale de la scapula.

## Action
Si ce muscle est élévateur de la scapula, il rapproche, en conjonction avec le muscle rhomboïde, le membre supérieur sur le thorax par une rotation médiale ou spinale (dans le sens des aiguilles d'une montre si l'on considère le côté droit) qu'il entraine.

## Galerie

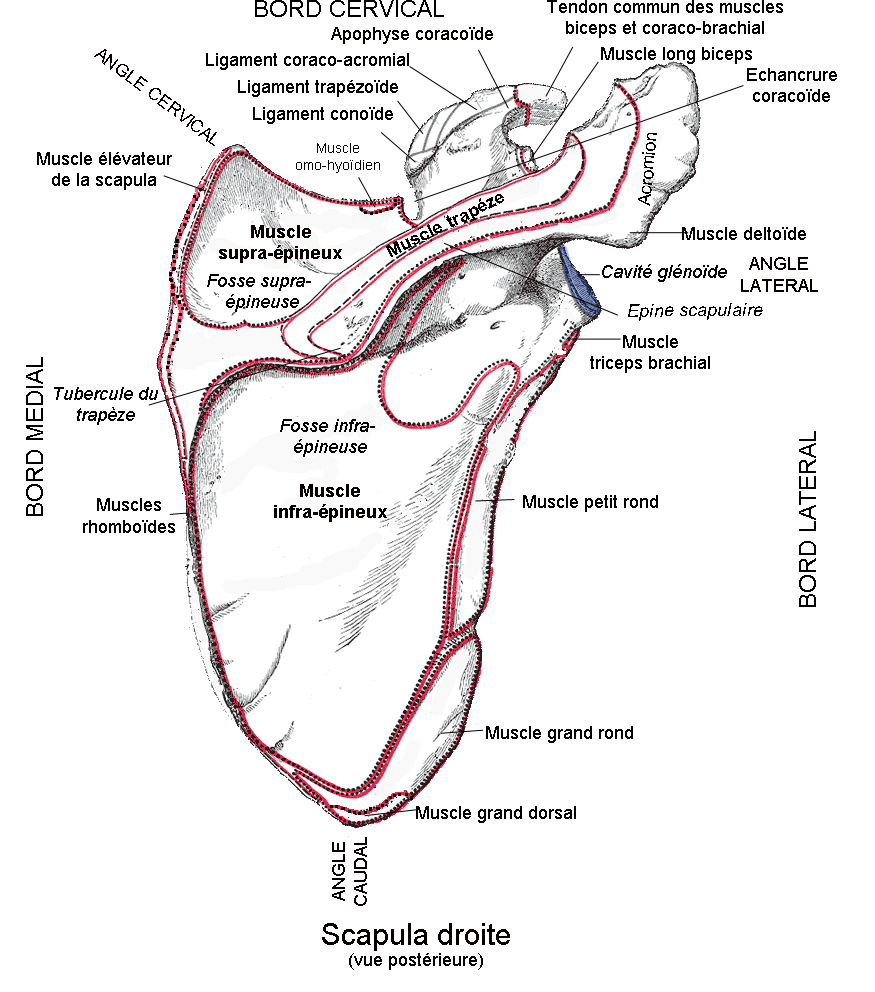
Scapula droite